# Беккер Павло Васильович
Павло Васильович Беккер (рос. Павел Васильевич Беккер, 8 травня 1808 р., Ревель — 8 квітня 1881 р., Дрезден) — історик, філолог і археолог, доктор наук, дійсний статський радник. Брат Беккера В. В..

## Життєпис
Народився в Ревелі (Таллін) у родині саксонського підданого. Закінчив Ревельську гімназію, де його батько був старшим вчителем, і — Дерптський університет (1829).
Учився в університетах Лейпцига та Берліна, вивчав загальну історію, римську словесність, латинську мову.
У 1834 р. отримав ступень доктора класичної філології в Йенському університеті.
У 1835–1837 рр. займався класичною археологією в університетах Європи.
У 1837 р. переїхав до м. Одеси, був призначений ад'юнктом латинської й грецької словесності Рішельєвського ліцею.
З січня 1838 р. займав посаду професора римської словесності.
Після складання магістерського іспиту і захисту дисертації в Київському університеті Св. Володимира став професором, у цьому званні він залишався до 1857 р..
У 1840–1841 рр., 1853–1854 рр. викладав латинську мову у гімназичних класах Рішельєвського ліцею.
З 1840 р. — член ОТІС, збирав колекцію античних монет та артифактів, друкувався у
- «ЗООИД»,
- «рос. Одесский вестник»,
- «рос. Записки С.-Петербургского археологического общества».

З вересня 1848 р. до грудня 1852 р. обіймав посаду директора одеської 2-ї гімназії.
З 1848 р. — дійсний статський радник.
Завідував бібліотекою Рішельевського ліцею, був інспектором ліцею.
У 1856 р. безкоштовно викладав два рази на тиждень для бажаючих учнів двох старших класів одеських гімназій уроки латинської мови.
З 1857 р. до 18 червня 1862 р. був директором Рішельєвського ліцею. У ліцеї читав курс інституцій Юстиніана і римських державних законів латинською мовою, російським мовою володів погано. Розробив та надрукував посібник «рос. Гимназический курс латинского языка» (Одесса. 1842, 1845).
У 1862 р. був звільнений із посади директора Рішельєвського ліцею і зарахований до штату міністерства народної освіти, а в 1863 р. вийшов у відставку і залишив Російську імперію (звільнення і відставка історика сталася в зв'язку з тим, що його старший син у 1861 р. скоїв у Баден-Бадені замах на прусського короля Вільгельма І Гогенцоллерна). Оселився в Дрездені, де працював домашнім вчителем.
Помер у Дрездені 8 квітня 1881 р..
Наукові інтереси стосувалися класичної археології і античних старожитностей Новоросійського краю та Причорномор'я. Був одним із головних авторитетів античної історії в Російський імперії. Першим встановив місце заслання Овідія Назона у міста Кюстенджи. Його твір «Берег Понта Євксинського від Істру до Борисфену у відношенні до давніх колоній» отримав відгук пошани Санкт-Петербургської АН. Частину творів видав німецькою мовою.

## Праці
- (рос.)Тирас и Тириты. Изложение надписи, представляющей два рескрипта, данные римскими императорами на имя Тиритов. — Одесса. 1849, ЗООИД. — 1850. — Т. 2, [ч. 2];
- (рос.)Берег Понта Евксинского от Истра до Борисфена в отношении к древним колониям. С 61 картой. — Одесса, 1851, ЗООИД. Т.3;
- (рос.)Опыт объяснения неизданной монеты, относящейся к Вифинскому городу Тию. — Одесса. 1852;
- (рос.)Керчь и Тамань. — М., 1852 (первоначально в «Пропилеях» т. III);
- (нім.)Beitrage zur genauen Kenntniss Tomi's und Nachbarstadte. — Leipzig, 1853;
- (нім.)Neue Anschlusse uber zwei olbiosche Inschriften // Melanges graeco-romains", v. I, 1854; Das Alterthum und Alterthumer der Schlangeninsel. — Одесса, 1856;
- (нім.)Die Herakleatische Halbinsel in archeologischer Beziehung. — Leipzig, 1856;
- (рос.)Материалы для древностей г. Томи и соседних ему приморских городов Понта Эвксинского — Одесса. 1859; ;
- (рос.)Замечания о неизданных греческих надписях, собранных в южной России. — Одесса, 1862;
- (рос.) Новая коллекция надписей на ручках древних сосудов, найденных в Южной России. — Одесса, 1868;
- (рос.)О надписях на ручках греческих амфор из собрания И. К. Суручана. — Одесса. 1879;
- (рос.)О надписях на ручках греческих амфор и кусках древней черепицы// ЗООИД. 1863. -Т. 5;
- (рос.)Новая коллекция надписей на ручках древних сосудов, найденных в Южной России // ЗООИД. 1868. -Т.7;
- (нім.)Ueber zweite Sammlung unedirten Henkelinschriften aus dem sudlich. Russland — Leipzig, 1869;
- (нім.)Ueber dritte Sammlung… — Leipzig, 1878